# Per Dalgaard Christiansen
Per Dalgaard Christiansen (ur. 17 lutego 1944 w Aarhus) – duński polityk i samorządowiec, działacz Duńskiej Partii Ludowej, poseł do Folketingetu.

## Życiorys
Kształcił się w szkołach technicznych i na kursach komputerowych. W 1988 został absolwentem szkoły handlowej Århus Købmandsskole. Pracował na różnych stanowiskach m.in. jako asystent techniczny i administrator sieci komputerowych.
Zaangażował się w działalność polityczną w ramach Duńskiej Partii Ludowej. Od 1998 do 2005 był przewodniczącym struktur regionalnych tej partii. W latach 2001–2005 i 2009–2011 sprawował mandat posła do Folketingetu Reprezentował jako zastępca członka duński parlament w Konwencie Europejskim. Od 2002 do 2006 był radnym gminy Midtdjurs, w 2007 zasiadł w radzie nowo powstałej gminy Syddjurs.